# شايونو
شايونو (بالتركية: Çayönü)‏ أو جايونو هي منطقة أثرية قديمة جدا تقع في الأناضول بتركيا، وتحديدًا على حافة جبال طوروس على الساحل الشمالي لنهر «بوجاشاي» أحد منابع نهر دجلة بالقرب من قرية هيلار. تبعد شايونو عن مدينة إرغاني نحو 7 كيلومتر ونحو 40 كيلومتر غرب ديار بكر.

## الحفريات
اكتشفت هذه المنطقة في عام 1964، واستمر في استكشافها وتنقيبها علماء الأثار روبرت بريدوود، وهالة جانبل، ومحمد أوزدوغان حتى عام 1996.

## تاريخ المستوطنة

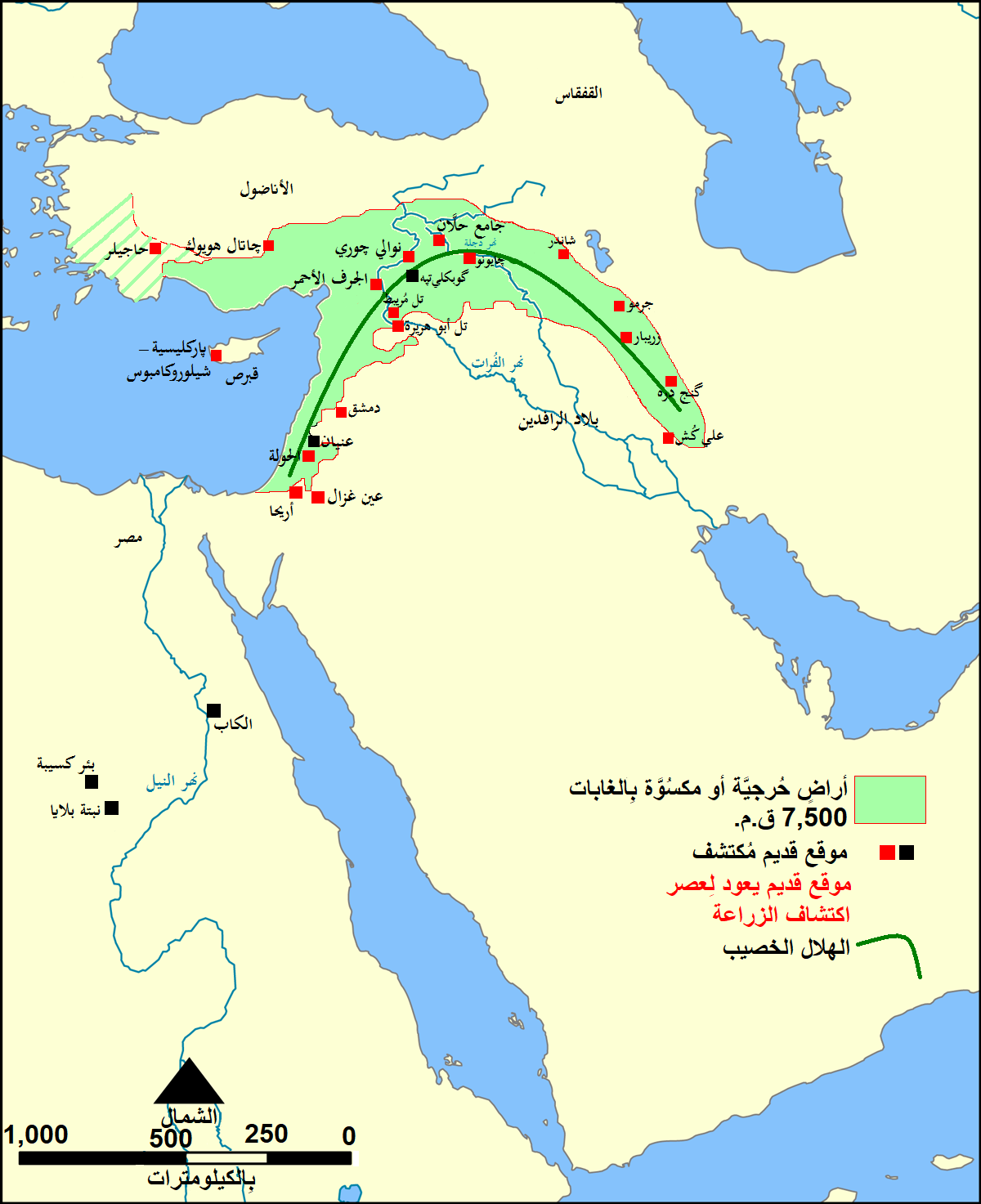
الهلال الخصيب 7500 قبل الميلاد. الخريطة تبين موقعي جايونو وكوبيكلي تبه.

يُعد هذا الموقع أحد أوائل المنشآت الدائرية لمزارعين قدماء عاشوا في الأناضول قبل نحو 10,000 سنة قبل الميلاد. يتكون الموقع من عدة مباني ذات تصميمات مختلفة، يتراوح عمرها بين 9000 إلى 7000 سنة. أُرِّخت أقدم المنشآت في شاينونو  بالفترة السابقة على عصر الفخار (ما بين 10.000 و9.000 سنة قبل الميلاد) وتتكون من أكواخ دائرية تتراوح أقطارها بين 4 و5 أمتار، تعلو أسسها حوائط من جذوع الشجر والطين. وتوجد فوقها طبقة يتراوح عمرها بين 9000 و 8000 سنة قبل الميلاد، وهي تتميز بأساسات مستطيلة. تبلغ مقاييس الحجرات المستطيلة 5,5 أمتار ويصل طولها إلى 11 مترًا وتتجه من الشمال إلى الجنوب. تنقسم أُسس البيوت إلى ثلاثة اقسام: الجزء الجنوبي منها مجزأ إلى ثلاثة غرف صغيرة، وسطها مرصوف بفطع حجرية وفيها مكان الموقد. والجزء الشمالي من البيت يحوي أساسات حوائط مستطيلة متوازية. ويبدو أنها كانت حوائط متوازية قصيرة من الحجر ويعلوها سقف خشبي، ولا تزال وظيفتها مجهولة. كما يوجد بجانب تلك المباني مبنى خاص، يُعتقد أنه كان يستخدم لإقامة الطقوس أو لعقد الاجتماعات. تتميز أرضية المبنى الخاص بأنه مرصوف بألواح من الحجر الجيري. والمبنى عبارة عن حجرة واحدة مربعة، وتوجد بها لوحتان قائمتان من الحجر الجيري.
كان سكان الموقع يعيشون على الصيد، وعاشوا على قنص الخنازير البرية والأيائل والأراوي والماعز البري، ثم اصطادوا بعد ذلك الأبقار. ويبدو أنهم استطاعوا تدجين وتربية الخنازير في تلك الفترة من الزمن - فترة البيوت المستطيلة - كما ثبت أنهم كانوا يقومون بجني أنواع من القمح البري.
تأتي بعد ذلك فترة تسمى فترة القنوات (ابتداء من 8500 قبل الميلاد) حيث توجد حوائط بيوت من الحجارة والطين متجهة من الشرق إلى الغرب، مقامة على أرضية تتخللها قنوات وتحيطها مساحة شرفة مرصوفة بالأحجار. ولا تقتصر مباني تلك الفترة على أماكن السكن وورش العمل وإنما تشمل أيضا مبنى خاص محفور في الجبل باتجاه الشرق. يسمى هذا الجزء من المبنى «مبنى الجماجم» وهو يتكون من حجرات صغيرة أو خانات تحت الأرض مغطاة بألواح حجرية، وتحوي بقايا عظام لعدة مئات من المتوفين (أغلبها هياكل عظمية غير مكتملة)، وجماجم مرصوصة على أرفف. كما وجد في المبنى نفسه قطعة حجرية كبيرة مستوية السطح أفقية كانت موضوعة للتضحية. تفتقر تلك الفترة المسماة فترة القنوات إلى عظام الخنازير التي كانت كثيرة في السابق، وهذا يدل على حدوث تعديل في العادات الغذائية لسكان ذلك العهد.
بعد فترة القنوات تأتي فترة تسمى «فترة الخانات البنائية» (تعود إلى نحو 7.500 قبل الميلاد)، حيث كان المبنى يشتمل على عدد من الخانات. تكوَّن المبنى خلال تلك الفترة من طابقين، وبنيت فوق لوحات أسقف الطابق الأرضي ذو الخانات الصغيرة طابق علوي من الطوب اللبن. وتبين نماذج للمباني من الطين أنها كانت ذات أسقف أفقية ومحاطة بسياج. في الجهة الشرقية للمستوطنة يوجد مكان فسيح بمساحة 60 × 20 متر، مرصوف بطوب لبن محروق، وعليه عدد من الأحجار الرأسية بارتفاع مترين. على الناحية الشمالية الشرقية من هذه الفناء الفسيح يوجد مبنى يسمى «تيرازو» تبلغ مساحته 12 × 9 متر، ويسمى كذلك نسبة لأرضيته المغطاة بالتيرازو (طبقة ركام وزلط بألوان مختلفة ومتماسكة بالجبس). تتكون أرضية التيرازو من طبقة الحجر الجيري الأبيض والأحمر، سمكها نحو 12 سنتيمتر؛ يربطها فيما بينها مخلوط من الجص. وتغطيها طبقة من الجص الأحمر ويتخللها شرائط متوازية من الجص الأبيض. يحيط كل زوج من الشرائط البيضاء وسط المكان من الشرق والغرب، وأصبحت أواسط الأماكن مهدومة. عثر المُنقبون على حجر كبير في جزء المبنى السليم، وتبين أنه مستوي السطح العلوي، وربما كان يستخدم للتضحية مثلما في مبنى الجماجم. نُحت هذا الحجر من الجانب ممثلًا رأس إنسان بالحجم الطبيعي بطريقة النحت البارز. عُثر في تلك الفترة على بقايا خراف وماعز لأول مرة، مما يدل على استئناس الناس لها، وقلت نسبة الطرائد المصادة إلى 1 من أصل 10. علاوة على ذلك كان القدماء يصتادون الأسماك ويجمعون المحار والقواقع من النهر ويأكلونها. كما توجد دلائل على أن القدماء كانوا يشتغلون في الزراعة وحاولوا زراعة القمح. تأتي فوق تلك الطبقة ما يسمى مرحلة الحجرات الكبيرة (ابتداء من نحو 7000 سنة قبل الميلاد) حيث كان المبنى يتكون من حجرة واحدة كبيرة. ولم توجد خلال تلك الفترة مبنى خاص أو مكان خاص بعكس ما كان في الفترات السابقة. ويبدو حدوث تغير كبير في الطقوس وفي العادات الغذائية خلال تلك الفترة.

## تماثيل وقطع فنية صغيرة
لم يعثر في جايونو من الأعمال الفنية لسكان تلك المنطقة في القديم سوى رأس إنسان بالحجم الطبيعي منحوتًا بالبارز على أحد الأحجار. بعكس ما تم العثور عليه في «نفالي جوري» وكوبيكلي تبه من منحوتات كثيرة. ولكن عثر في هذا الموقع على نحو 400 قطعة صلصال مشكلة في هيئة الإنسان والحيوانات؛ كما عثر على أواني حجرية، ولكن لم يعثر على أواني فخارية أو آثار منها. شكل سكان جايونو القدماء النحاس الذي كانوا يحصلون عليه من منطقة تبعد عنهم نحو 20 كيلومتر، فصنعوا منه حليا، ولكن يبدو أنهم لم يعرفوا صهر النحاس.

## اقرأ أيضًا
- كوبيكلي تبه
- عصر ما قبل التاريخ
- عصر حجري